# Сиот

Сиот (кор. 시옷), или сиыт (시읏) — седьмая буква корейского алфавита. Символ юникода ㅅ – U+3145. Двойная согласная – ㅆ – ссансиот (U+3146), где ссан- – 쌍  обозначает «двойной». В некоторых диалектах звуки, записываемые через сиот и ссансиот не различают.
- [s] — в начале слова, между гласными и после согласных.[7]
- [ɕ] — перед йотированными гласными и И[7]
- [t̚] — в конце слова.[7]

Если сиот является финалью слога перед слогом, который начинается на буквы киёк, тигыт, пиып и сиот (ㄱ,ㄷ,ㅂ,ㅅ), то сиот-финаль не произносится.